# نورمان س. أرميتاغ
نورمان س. أرميتاغ (بالإنجليزية: Norman C. Armitage)‏ هو مبارز بالسيف أمريكي، ولد في 1907 في ألباني في الولايات المتحدة، وتوفي في 14 مارس 1972 في نيويورك في الولايات المتحدة.

## وصلات خارجية
- نورمان س. أرميتاغ على موقع أوليمبيديا (الإنجليزية)